# Misumessus
Misumessus is een monotypisch geslacht van spinnen uit de  familie van de Thomisidae (krabspinnen).

## Soort
- Misumessus oblongus Keyserling, 1880